# 奥林匹亚科斯篮球俱乐部
奥林匹亚科斯篮球俱乐部（希臘語：ΚΑΕ Ολυμπιακός Σ.Φ.Π.）是一家主場位于比雷埃夫斯的希腊职业篮球俱乐部，成立于1931年。国际篮球联合会曾認定奥林匹亚科斯篮球俱乐部为“20世纪90年代欧洲最佳球队”。